# 전북특별자치도농식품인력개발원
전북특별자치도농식품인력개발원(全北特別自治道農食品人力開發院)은 지방자치법 제114조에 따라 농민의 영농기술 및 기술교육·훈련 등을 효율적으로 추진하기 위하여 설치된 전북특별자치도청 소속기관이다. 전북특별자치도 김제시 백구면 신모길 19에 위치하고 있다.

## 같이 보기
- 전북특별자치도청